# Шидловский, Славош
Славош Мечислав Шидло́вский (пол. Sławosz Mieczysław Szydłowski; 20 июля 1894 года, Сташув, Австро-Венгерская империя — 24 января 1952 года, Варшава, Польша) — польский легкоатлет, участник Олимпийских игр, офицер Войска Польского.
Закончил в 1913 году IV гимназию в городе Львове. Поступил на направление горной инженерии Львовской Политехники. Учёбу не закончил, так как 16 августа 1914 года вступил в Польские Легионы. Воевал на карпатском, буковинском и волынском участках фронта. 3 ноября 1918 года вступил во вновь создаваемое Войско Польское. Во время польско-украинской войны принимал участие в боевых действиях в Восточной Малопольше и в боях за Львов. Награждён орденом «Virtuti Militari» V класса, Крестом Храбрых, Крестом защитников Львова и почётным знаком «Орлята».
В 1920 году присвоено звание поручика. В 1921-22 годах служил инструктором по легкоатлетической подготовке в Центральной военной школе гимнастики и спорта в Познани и одновременно в 23. уланском полку. В 1924 году вышел в отставку и работал в Варшаве чиновником.
Был одним из лучших легкоатлетов первых лет независимой Польши. Специализировался в технических дисциплинах. 13 раз был чемпионом Польши:
- метание диска — 1920, 1922, 1923, 1924, 1925
- метание молота — 1923
- метание копья — 1920, 1921, 1922, 1923, 1924
- метание копья двумя руками — 1921, 1927.

Также 5 раз брал серебряные награды (в том числе 2 раз в толкании ядра) и 3 раза бронзовые. Пять раз устанавливал рекорды Польши (три раза в метании копья и по разу диска и молота).
Был в числе кандидатов на участие в Олимпийских играх 1920 года, но из-за начала советско-польской войны Польша не послала делегацию на эти игры. Участник этой войны, за отличие в которой произведён в офицеры.
Участник Летних Олимпийских игр 1924 года в Париже, на которых был знаменосцем польской делегации. На олимпиаде соревновался в метании диска и копья, но без успеха. Выиграл Студенческий чемпионат мира 1924 года по этим же видам.
Выступал за львовскую «Погонь» в 1913—1924 годах, и за варшавский АЗС в 1924—1931 годах. В 1931 году закончил спортивную карьеру. 19 марта 1931 года, за заслуги в спорте, президент Польши Игнацы Мосьцицкий наградил Шидловского Золотым крестом Заслуг.
В период немецкой оккупации Польши участвовал в деятельности подполья. Участник Варшавского восстания. Произведён в чин ротмистра. За подпольную деятельность награждён Золотым крестом Заслуг с мечами.